# Pseudomicrargus
Pseudomicrargus es un género de arañas araneomorfas de la familia Linyphiidae. Se encuentra en el Japón.

## Lista de especies
Según The World Spider Catalog 12.0:
- Pseudomicrargus acuitegulatus (Oi, 1960)
- Pseudomicrargus asakawaensis (Oi, 1964)
- Pseudomicrargus latitegulatus (Oi, 1960)